# Toxopoda nitida
Toxopoda nitida är en tvåvingeart som beskrevs av Macquart 1851. Toxopoda nitida ingår i släktet Toxopoda och familjen svängflugor. Inga underarter finns listade i Catalogue of Life.